# Zonopterus bosschae
Zonopterus bosschae là một loài bọ cánh cứng trong họ Cerambycidae.